# 藤田茂吉

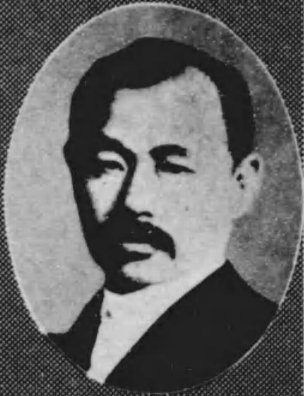
藤田茂吉

藤田 茂吉（ふじた もきち、嘉永5年6月25日（1852年8月10日） - 明治25年（1892年）8月19日）は、日本の新聞記者、政治家。旧姓は林、号は鶴谷山人・九皐外史・鳴鶴居士・聞天楼主人・翠嵐生。衆議院議員。

## 経歴
豊後国海部郡佐伯（現在の大分県佐伯市）の城下町で佐伯藩のお抱え水主の子として生まれた。慶應義塾（現在の慶應義塾大学）出身で福澤諭吉の弟子。郵便報知新聞社に入社し、新聞の主筆となる。立憲改進党に参加。1890年（明治23年）7月、第1回衆議院議員総選挙に東京府第4区から出馬し当選。その後、第2回総選挙でも当選し、衆議院議員を通算二期務めた。
その他、日本橋区会議員、同議長、同衛生会長、東京府会議員、同区部会議長などを歴任。

## 家族
- 次女：照子（詩人・相馬御風の妻）
- 孫：皓（歌舞伎研究者）・文子（日本文学研究者）

## 著書

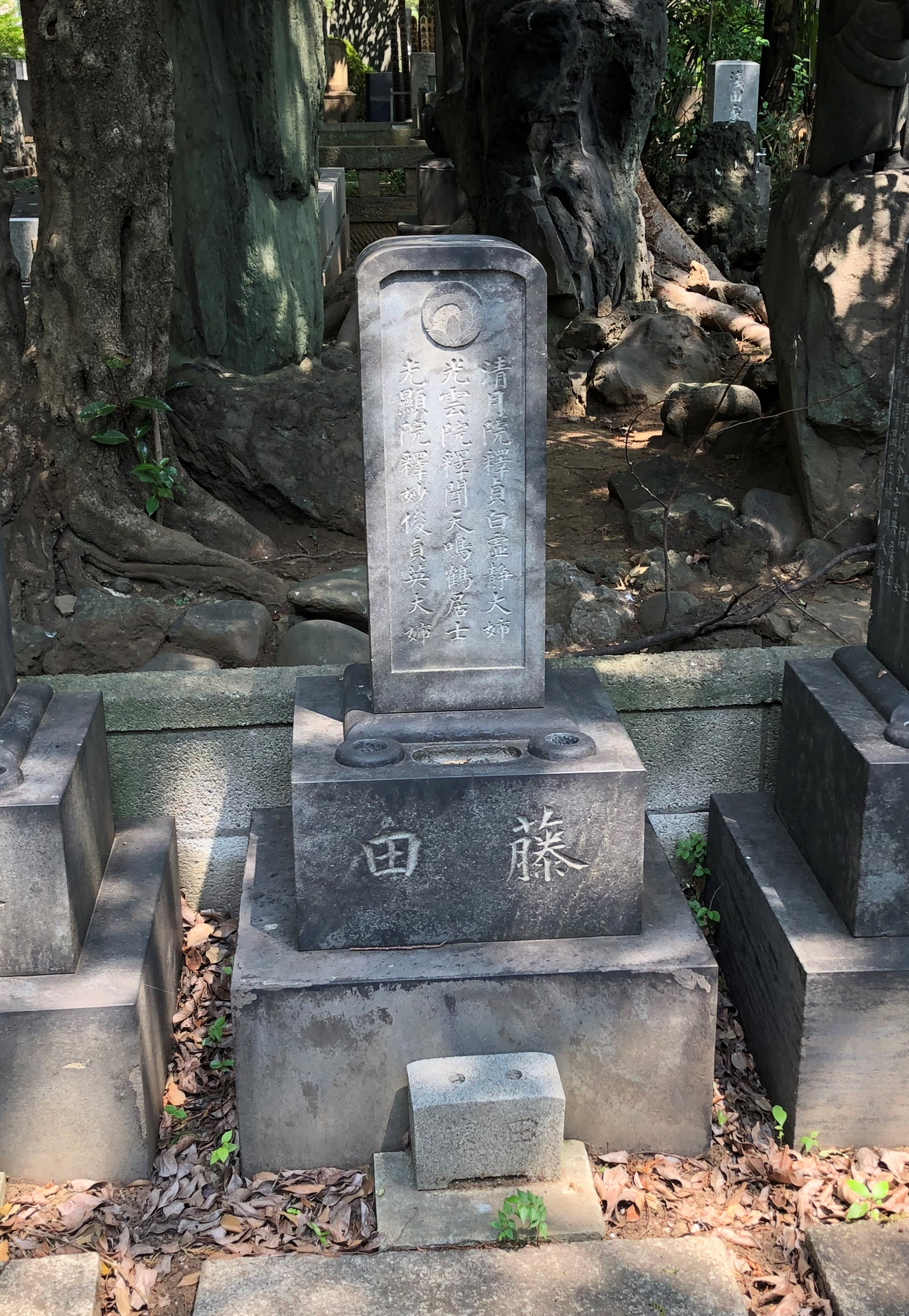
東京・谷中霊園にある藤田茂吉の墓

- 藤田茂吉、箕浦勝人『国会論』報知社支店、1879年8月。 - 福澤諭吉が執筆した原稿を、藤田茂吉と箕浦勝人とが表現を変えて『郵便報知新聞』の社説として発表したもの。
- 藤田茂吉『文明東漸史』報知社、1884年9月。
- 藤田茂吉『済民偉業録　前編』集成社書店、1887年3月。
- 藤田茂吉『観風叢話　上篇』金港堂、1890年5月。